# La Femme Nikita
La Femme Nikita är en TV-serie som sändes från 1997 till 2001. Serien sändes också under namnet Nikita, däribland i Sverige. Serien är ett spiondrama och är delvis baserad på den franska filmen Nikita,  som regisserades av Luc Besson. Serien sändes i fem säsonger och blev väldigt populär.

## Handling
Hemlösa Nikita (Peta Wilson) blir oskyldigt anklagad för mord och inlåst i fängelse. Då blir hon bortförd av en hemlig organisation som går under namnet Section One. Section One ger Nikita ett ultimatum. Hon får välja mellan att arbeta för Section One eller sin egen omedelbara avrättning. Nikita accepterar "erbjudandet" och tränas av organisationens toppagent, Michael Samuelle (Roy Dupuis). I samma veva raderas Nikitas tidigare identitet och man låter samhället tro att hon begick självmord i fängelset.
Allt som tiden går lär sig Nikita att leva som en hemlig agent och accepterar sitt öde. Vidare utvecklar Nikita relationer till de andra som finns på Section One. Bl a blir hon vän med vapenexperten Walter (Don Francks) och datorteknikern Seymour (Birkhoff) Birkoff (Matthew Ferguson). Hon blir också romantiskt involverad med Michael. Nikita får kodnamnet "Josephine" och utvecklas med tiden till en toppagent, trots att hon upplever en moralisk konflikt. De gärningar som Section One beordrar Nikita att utföra och som de själva utför vållar debatt.

## Huvudkaraktärer

### Nikita (Peta Wilson)
Nikita blir anklagad för ett mord på en polis som hon inte har begått. Hon omhändertas av Section One som fejkar hennes självmord. Därefter blir hon en hemlig agent som arbetar för Section One. Hon tränas av toppagenten Michael och lär sig hantera diverse vapen och utför flera uppdrag för Section Ones räkning. Men Nikitas samvete och mänsklighet gör att det ibland uppstår konflikter gentemot hennes order. 
Senare blir Nikita en topagent, alla agenter måste vara toppagenter för att inte avrättas, men Nikita blir extremt duktig. Vidare blir Nikita romantiskt involverad med Michael, dessa två gör sina bästa uppdrag när de arbetar tillsammans. Nikitas biologiska pappa är Mr. Jones och det var han som ville rekrytera Nikita i första hand. Han försäkrade att Nikita fick positionen som chef för Section One i utbyte mot att han dödades av terroristgruppen The Collective.

### Michael Samuelle (Roy Dupuis)
Michael var medlem av en aktivistgrupp då han studerade på universitet i Paris. Gruppen var ansvarig för flera bombattentat, men det var bara Michael som blev gripen. Man trodde att han dog i fängelset, men egentligen blev han rekryterad av Section One. Michael tränades av Jurgen och blev med tiden ledare för alla uppdrag. Vidare är Michael datorexpert, vapenexpert, mycket kompetent och tränar blivande agenter. Han följer order från Operations och Madeline för det mesta, undantag är när det gäller Nikita och hans son Adam. Det var tänkt att Michael skulle ta över rollen som Operations, men slutligen fick Nikita jobbet och hon släppte Michael fri så han kunde uppfostra sin son.

### Operations (Eugene Robert Glazer)
Operations är också känd under namnet Paul Wolfe. Han blir medlem av Section One på 1970-talet och börjar klättra på karriärstegen i slutet av 1970-talet. Vidare tar han över rollen som Operations efter att Adrian fått en stroke. Operations var med under Vietnamkriget och blev då tillfångatagen. Under sin tid i fängelset blev han den högst ansedda officeren och ingen av fångarna vågade trotsa hans order. Man vet inte hur Operations blev värvad, troligen blev han konfronterad av Adrian som då var chef. Trotsar man Operations' order är man illa ute, udantag är Nikita och Michael. Operations dog av ett pistolskott som han fick av The Collective då han räddade livet på Michaels son Adam. 

### Madeline (Alberta Watson)
Madeline är Operations högra hand, hans älskarinna, hans rådgivare och Section Ones tortyrmästare. Hon är också den som förhör de som tas in av agenterna, där kommer hennes psykologiska kunskaper väl till hands. Vidare drar Madeline inga gränser när det gäller att fullborda uppdrag, hon är villig att ge sig själv en hjärtattack och till och med döda sin egen man. Hon har också en affär med Operations. I säsong fyra begår Madeline självmord då Nikita och Mr. Jones måste bestämma om de ska omplacera henne eller eliminera henne. Hon återvänder i säsong fem som en kreation skapad med hjälp av avancerad teknik. Hon berättar då att hon ville ta sig ut från Section One på sitt eget sätt. Hon var också rädd att Mr. Jones skulle övertala Nikita till att inte eliminera henne, då skulle Operations göra allt för att få henne tillbaka och då skulle han inte kunna göra sitt jobb.

### Seymour Birkoff (Matthew Ferguson)
Birkoff har en tvillingbror som heter Jason Crawford och Matthew Ferguson spelar båda rollerna. Birhoff är en av Nikitas bästa vänner på Section One och är dess datageni. Han gör profiler, skriver dataprogram, är en hacker, guidar agenter under uppdrag och är bästa vän med Walter. Birkhoff är född i Section One av Lisa som var agent och födde tvillingar. Tvillingbrodern lämnades dock utanför Section One med Walters hjälp. Birkhoff dör i säsong fyra genom självmord. Det är det enda sättet han bli av med en varelse han skapat som ersätter honom under hans egen fritid. Matthew Ferguson återvänder senare i rollen som Jason Crawford, Birhoffs tvillingbror. Jason jobbade i början för Section One men arbetar sen för Mr. Jones i The Center, vilket är organisationen som styr alla sektioner och Section One.

### Walter (Don Francks)
Walter är den äldsta agenten och är ansvarig för vapenavdelningen. Han utvecklade en djup vänskap med Nikita då han tränade henne i att använda vapen. Walter är en fri själ, lojal mot sina vänner och ärlig. Walter blir något av en fadersfigur för Nikita och vägleder henne. När Nikita blir Operations blir Walter sänd till The Farm, platsen där agenterna tränas innan de kommer till Section One, för att där fungera som en lärare för blivande agenter.

## Återkommande karaktärer
- Mick Schtoppel, Mr. Jones och Reginald (Martin) Henderson (Carlo Rota)
- Devo One, eller Elizabeth (Lindsay Collins)
- Devo Two, eller Henry (Josh Holliday)
- Carla (Anais Granofsky)
- Jurgen (Bruce Payne)
- Adrian (Siân Phillips)
- George (David Hemblen)
- Davenport (Lawrence Bayne)
- Greg Hillinger (Kris Lemche)
- Marco O'Brien (Stephen Shellen)
- Elena (Samia Shoaib)
- Adam (Evan Caravela)
- Katherine (Kate) Quinn (Cindy Dolenc)
- Mr. Jones, eller Philip (Edward Woodward)

### Avsnittsguide och resuméer
- Säsong. 1 på TV.com
- Säsong. 2 på TV.com
- Säsong. 3 på TV.com
- Säsong. 4 på TV.com
- Säsong. 5 på TV.com

### Skådespelare
- Peta Wilson på Internet Movie Database (engelska)
- Roy Dupuis på Internet Movie Database (engelska)
- Eugene Robert Glazer på Internet Movie Database (engelska)
- Alberta Watson på Internet Movie Database (engelska)
- Matthew Ferguson på Internet Movie Database (engelska)
- Don Francks på Internet Movie Database (engelska)

### Övrigt
- La Femme Nikita på Internet Movie Database (engelska)
- La Femme Nikita på TV.com
- Engelsk hemsida